# 喜羊羊与灰太狼之开心闯龙年
《喜羊羊与灰太狼之開心闖龍年》（英語：Mission Incredible : Adventures On The Dragon's Trail）是电视动画片《喜羊羊与灰太狼》的第四部电影版，于2012年1月12日在中国大陆公映，并于2012年1月20日在台湾上映，2012年4月5日在香港上映。

## 簡介
又過了一年，羊羊們發現了一隻頭像羊的怪物掉下很多他們扔掉了的玩具，於是追著它來到森林。他們遇到帶著「灰太龍」捕羊機械龍的灰太狼。忽然，一隻比「灰太龍」更大的機械龍出現，大家都紛紛逃避。期間，羊羊們都不知道被誰救了，逃過一劫。後來他們發現原來是來自龍世界的變色龍、轟龍龍、七竅玲龍、鉆地龍和朦朦龍等龍救了他們。這時，青青草原很多東西都飛了上天。變色龍說龍世界其實就在青青草原的下面，所以如果龍世界的天空被弄穿了，就會影響到青青草原。但龍世界已被機械大黑龍弄得混亂，所以羊羊決定去救龍世界，同時拯救青青草原。與此同時，喜羊羊而他的父母智羊羊和麗羊羊利用他的發明的時光穿梭器送到龍世界，並被機械大黑龍捉住。他們到了森林盡頭—海邊，也就是昨晚遇到機械龍的地方尋找往龍世界的入口。這時，灰太狼因為遇到機械龍而與妻子紅太狼和兒子小灰灰逃離青青草原，但又被大浪沖到羊羊的面前。小灰灰找到一塊有手印的石，一按就把羊羊們、灰太狼夫婦吸進龍世界。他們到了後，就馬上被機械大黑龍捉進龍堡，幸得小神龍幫助，他們成功逃離龍堡。小神龍教了他們一會兒功夫，就因有事要走了。羊、狼和龍們接著認識了小藍龍，並找到了傳說中可以打敗機械大黑龍的秘密工具，一起前往龍堡......

## 登场人物[1]

### 國語版
- 祖麗晴——喜羊羊
- 鄧玉婷——美羊羊 / 暖羊羊 / 小黑龍
- 梁　穎——懒羊羊 / 小灰灰 / 麗羊羊
- 劉紅韻——沸羊羊 / 變色龍
- 張　琳——灰太狼 / 老神龍 / 智羊羊
- 高全勝——慢羊羊 / 機械大黑龍 / 龍爸爸
- 趙　娜——紅太狼
- 駱妍倩——小神龍

### 粵語版
- 曾佩儀——喜羊羊
- 徐子珊——美羊羊
- 林芷筠——懶羊羊
- 曾秀清——沸羊羊
- 程文意——暖羊羊
- 黃志明——慢羊羊
- 陸憲邦——智羊羊
- 譚亮晶——麗羊羊
- 阮星航——灰太狼
- 劉惠雲——红太狼
- 吳敏熹——小灰灰
- 周娉婷——小黑龍
- 鄭家蕙——小神龍
- 陳旭明——老神龍 / 龍爸爸 / 機械大黑龍之右護法
- 李紫昕——變色龍
- 麥長青——機械大黑龍
- 簡耀宗——機械大黑龍之左護法

## 電影歌曲
| 曲別   | 歌曲名稱                          | 作詞   | 作曲   | 演唱者                 | 備註 |
| 主題曲 | 我們有武功（國）/心中的太陽（粵） | 卢永强 | 韦启良 | 歐弟（國）赖伟锋（粵） |      |
| 插曲   | 沸騰的心                          | 李紫昕 | 李紫昕 | 李紫昕                 |      |
| 插曲   | 小時候（國）/感恩（粵）           | 卢永强 | 韦启良 | 崔琰（國）李思琳（粵） |      |

## 作品的變遷
| 廣東原創動力文化傳播有限公司            | 廣東原創動力文化傳播有限公司                | 廣東原創動力文化傳播有限公司 |
| --------------------------------------- | ------------------------------------------- | ---------------------------- |
|                                         | 喜羊羊與灰太狼之开心闯龙年 (2012.01.12)     |                              |
| 喜羊羊與灰太狼之兔年頂呱呱 (2011.01.21) | 喜羊羊與灰太狼之喜氣羊羊過蛇年 (2013.01.24) |                              |